# Taeromys arcuatus
Taeromys arcuatus és una espècie de mamífer rosegador de la família dels múrids. És endèmica de Sulawesi (Indonèsia), on viu a altituds d'entre 1.500 i 2.000 msnm. Els seus hàbitats naturals són els boscos montans, els aiguamolls i els jardins. És una espècie en risc mínim, és a dir, no sembla que hi hagi cap amenaça significativa per a la seva supervivència. El seu nom específic, arcuatus, significa ‘arcada’ en llatí.